# Henri Michel
Henri Michel (Vidauban, Var, 1907 - Paris, 1986) é um historiador francês, especialista da Segunda Guerra Mundial.

## Publicações

### Segunda Guerra Mundial
- La Drôle de guerre, 1971
- La Seconde Guerre mondiale, 1972
- La Seconde Guerre mondiale I Les succès de l'Axe (setembro 1939 - janeiro 1943), PUF, coll. « Peuples et civilisations », 1977
- La Seconde Guerre mondiale II La victoire des alliés, (janeiro1943 - setembro 1945), PUF, coll. « Peuples et civilisations », 1980.
- La Défaite de la France (setembro 1939-junho  1940), PUF, 1980.
- Et Varsovie fut détruite, 1984

### Paris durante a Segunda Guerra Mundial
- La Libération de Paris, 1980
- Paris allemand, 1981
- Paris résistant, 1982

### A Resistência na Europa
- Tragédie de la déportation, 1954, prix Général-Muteau de l’Académie française en 1955
- Les Mouvements clandestins en Europe (1938-1945), 1961
- La Guerre de l'ombre ; La Résistance en Europe, 1970

### A Resistência na França
- Histoire de la Résistance en France (1940-1944), PUF, coll. « Que sais-je ? », 1950 (décima e última edição: 1987 [ (ISBN 2-13-040263-1)])
- Les Courants de pensée de la Résistance, thèse de doctorat d'État, Université de Paris, 1962, publicada pela PUF, 1962
- Jean Moulin l'unificateur, 1964, prix Louis-Paul-Miller de l’Académie française en 1965
- Combat : histoire d'un mouvement de résistance de juillet 1940 à juillet 1943, 1967

### França livre
- Histoire de la France libre, PUF, coll. « Que sais-je ? », 1963 (quarta e última edição: 1980 [ (ISBN 2-13-036273-7)])

### Vichy
- Vichy : Année 1940, 1967.
- Pétain, Laval, Darlan, trois politiques ?, 1972
- Pétain et le régime de Vichy, 1978
- Le Procès de Riom, 1979

### Diversos
- Quatre années dures, roman, 1945
- François Darlan : amiral de la Flotte, 1993
- Les Fascismes, 1977
- Une enfance provençale au temps de la première guerre mondiale - Vidauban dans la mémoire d'un historien, 2012